# بتی ناتهال
 بتی ناتهال (انگلیسی: Betty Nuthall؛ زاده ۲۳ مهٔ ۱۹۱۱ – درگذشته ۸ نوامبر ۱۹۸۳) یک تنیس‌باز اهل بریتانیا بود.